# Copa de Liechtenstein de 2023-24
La Copa de Liechtenstein 2023-24 (Conocida como FL1 Aktiv Cup por ser patrocinada por la empresa de telecomunicaciones Telecom Liechtenstein) fue la edición número 79 de la única competencia de carácter nacional organizada por la Asociación de Fútbol de Liechtenstein (L. F. V.).
El torneo empezó el 11 de agosto de 2023 con la ronda preliminar y finalizó el 8 de mayo de 2024 con la final.
El equipo campeón garantizó un cupo en la Liga Europa Conferencia de la UEFA 2024-25.
El FC Vaduz se coronó campeón tras vencer al FC Triesenberg, en la final, con marcador de 5-0 y de esa manera obtuvo su título número 50.

## Equipos participantes
| Challenge League 2023-24 (2) | 1. Liga 2023-24 (4)              | 2. Liga 2023-24 (6) | 3. Liga 2023-24 (7)                                                           | 4. Liga 2023-24 (8)                                                                | 5. Liga 2023-24 (9)                                 |
| - FC Vaduz                   | - FC Balzers - USV Eschen/Mauren | - FC Vaduz II       | - USV Eschen/Mauren II - FC Ruggell - FC Schaan - FC Triesen - FC Triesenberg | - FC Balzers II - Eschen/Mauren III - FC Ruggell II - FC Triesen II - FC Vaduz III | - FC Schaan II - FC Triesenberg II - FC Triesen III |

## Rondas previas

### Primera ronda
Esta ronda estuvo compuesta por los tres “terceros” equipos que participaron en el torneo, dos jugaron y uno avanzó directo a la segunda ronda.
| Local              | Resultado | Visitante        | Fecha                | Estadio              |
| ------------------ | --------- | ---------------- | -------------------- | -------------------- |
| FC Triesen III (9) | 0–3       | FC Vaduz III (8) | 11 de agosto de 2023 | Sportanlage Blumenau |

### Segunda ronda
Los octavos de final fue la primera ronda en la que participaron todos los equipos del torneo y comenzó el 22 de agosto.
| Local                    | Resultado      | Visitante                 | Fecha                    | Estadio                 |
| ------------------------ | -------------- | ------------------------- | ------------------------ | ----------------------- |
| FC Ruggell (7)           | 1–8            | FC Vaduz (2)              | 22 de agosto de 2023     | Freizeitpark Widau      |
| FC Schaan (7)            | 1–2            | USV Eschen/Mauren (4)     | 22 de agosto de 2023     | Sportplatz Rheinwiese   |
| USV Eschen/Mauren II (7) | 1–2 (pró.)     | FC Triesen (7)            | 22 de agosto de 2023     | Sportpark Eschen-Mauren |
| FC Triesen II (8)        | 0–8            | FC Triesenberg (7)        | 22 de agosto de 2023     | Sportanlage Blumenau    |
| FC Vaduz II (6)          | 0–1            | FC Balzers (4)            | 23 de agosto de 2023     | Rheinpark Stadion       |
| FC Schaan II (9)         | 6–1            | FC Triesenberg II (9)     | 23 de agosto de 2023     | Sportplatz Rheinwiese   |
| FC Ruggell II (8)        | 2-0            | FC Balzers II (8)         | 29 de agosto de 2023     | Freizeitpark Widau      |
| FC Vaduz III (8)         | 2-2 (5-4 pen.) | USV Eschen/Mauren III (8) | 15 de septiembre de 2023 | Rheinpark Stadion       |

## Etapas finales

### Cuadro de desarrollo
|  | Cuartos de final | Cuartos de final | Cuartos de final |             |             | Semifinales | Semifinales | Semifinales |  |       | Final | Final | Final |  |
|  |                  |                  |                  |             |             |             |             |             |  |       |       |       |       |  |
|  |                  |                  |                  |             |             |             |             |             |  |       |       |       |       |  |
|  | 1                | Vaduz III        | 1                |             |             |             |             |             |  |       |       |       |       |  |
|  | 1                | Vaduz III        | 1                |             |             |             |             |             |  |       |       |       |       |  |
|  | 8                | Balzers          | 6                |             |             |             |             |             |  |       |       |       |       |  |
|  | 8                | Balzers          | 6                |             | Balzers     | Balzers     | 0           |             |  |       |       |       |       |  |
|  |                  |                  |                  |             | Balzers     | Balzers     | 0           |             |  |       |       |       |       |  |
|  |                  |                  | Vaduz            | Vaduz       | 5           |             |             |             |  |       |       |       |       |  |
|  | 5                | Eschen/Mauren    | Vaduz            | Vaduz       | 5           | 1           |             |             |  |       |       |       |       |  |
|  | 5                | Eschen/Mauren    |                  |             |             |             |             |             |  |       |       |       |       |  |
|  | 4                | Vaduz            | 2                |             |             |             |             |             |  |       |       |       |       |  |
|  | 4                | Vaduz            | 2                |             |             |             |             |             |  | Vaduz | Vaduz | 5     |       |  |
|  |                  |                  |                  |             |             |             |             |             |  | Vaduz | Vaduz | 5     |       |  |
|  |                  |                  | Triesenberg      | Triesenberg | 0           |             |             |             |  |       |       |       |       |  |
|  | 3                | Ruggell II       | Triesenberg      | Triesenberg | 0           | 1           |             |             |  |       |       |       |       |  |
|  | 3                | Ruggell II       |                  |             |             |             |             |             |  |       |       |       |       |  |
|  | 6                | Triesenberg      | 2                |             |             |             |             |             |  |       |       |       |       |  |
|  | 6                | Triesenberg      | 2                |             | Triesenberg | Triesenberg | 2           |             |  |       |       |       |       |  |
|  |                  |                  |                  |             | Triesenberg | Triesenberg | 2           |             |  |       |       |       |       |  |
|  |                  |                  | Triesen          | Triesen     | 0           |             |             |             |  |       |       |       |       |  |
|  | 7                | Schaan II        | Triesen          | Triesen     | 0           | 1           |             |             |  |       |       |       |       |  |
|  | 7                | Schaan II        |                  |             |             |             |             |             |  |       |       |       |       |  |
|  | 2                | Triesen          | 4                |             |             |             |             |             |  |       |       |       |       |  |
|  | 2                | Triesen          | 4                |             |             |             |             |             |  |       |       |       |       |  |
|  |                  |                  |                  |             |             |             |             |             |  |       |       |       |       |  |

### Cuartos de final
| Local                 | Resultado  | Visitante          | Fecha                 | Estadio                 |
| --------------------- | ---------- | ------------------ | --------------------- | ----------------------- |
| FC Ruggell II (8)     | 1–2        | FC Triesenberg (7) | 24 de octubre de 2023 | Freizeitpark Widau      |
| FC Vaduz III (8)      | 1–6        | FC Balzers (4)     | 24 de octubre de 2023 | Rheinpark Stadion       |
| FC Schaan II (9)      | 1–4        | FC Triesen (7)     | 24 de octubre de 2023 | Sportplatz Rheinwiese   |
| USV Eschen/Mauren (4) | 1-2 (pró.) | FC Vaduz (2)       | 25 de octubre de 2023 | Sportpark Eschen-Mauren |

### Semifinales
| Local              | Resultado | Visitante      | Fecha              | Estadio               |
| ------------------ | --------- | -------------- | ------------------ | --------------------- |
| FC Balzers (4)     | 0–5       | FC Vaduz (2)   | 9 de abril de 2024 | Sportplatz Rheinau    |
| FC Triesenberg (7) | 2–0       | FC Triesen (7) | 9 de abril de 2024 | Sportanlage Leitawies |

### Final
| 8 de mayo de 2024 | Vaduz                                             | 5:0 (3:0) | Triesenberg | Rheinpark Stadion, Vaduz                                 |                                                          |
| 19:00             | Théo Golliard 3', 32' · Dejan Djokic 9', 58', 88' | Reporte   |             | Asistencia: 1.632 espectadores Árbitro(s): Marijan Drmic | Asistencia: 1.632 espectadores Árbitro(s): Marijan Drmic |